# Katolická církev v Arménii
Katolická církev v Arménii je křesťanské společenství. Je v jednotě s papežem.

## Struktura
Území Arménie pokrývají dvě katolické církevní jednotky:
- Apoštolská administratura Kavkazu pro římské katolíky, sídlí v gruzínském Tbilisi
- Arménský ordinariát pro východní Evropu pro arménské katolíky, sídlí v Gjumri, pod jeho jurisdikci nespadá pouze území Arménie, ale i další post-sovětské státy

## Apoštolská nunciatura
Apoštolská nunciatura byla založena roku 1992 papežem Janem Pavlem II.

### Apoštolští nunciové
- Jean-Paul Aimé Gobel (1993–1997)
- Peter Stephan Zurbriggen (1998–2001)
- Claudio Gugerotti (2001–2011)
- Marek Solczyński (2011–2017)
- José Avelino Bettencourt (od 2018)

Žádný z nich v Arménii nesídlí, vždy šlo o apoštolského nuncia i pro Gruzii a do roku 2017 i pro Ázerbájdžán.